# Cristian López
Cristian López (Crevillent, 27 aprile 1989) è un calciatore spagnolo, attaccante svincolato.

## Caratteristiche tecniche
Può giocare come prima o seconda punta e anche da ala destra.

## Carriera

### Club
Nato a Crevillent, nella provincia di Alicante, Cristian gioca nelle giovanili di diverse società, tra cui le locali Crevillent Deportivo e Alicante. Con quest'ultimo club nella stagione 2007-08 debutta in prima squadra in terza serie. A fine anno l'Alicante centra la promozione, ritornando in Segunda División dopo cinquant'anni. Dopo aver passato buona parte della stagione seguente in Tercera División con la squadra delle riserve, il 3 giugno 2009 gioca la sua prima partita in seconda divisione, marcando anche una rete, nel derby perso 2-1 contro l'Hercules.
Nell'estate 2009 l'attaccante viene ingaggiato dalla squadra delle riserve del Real Madrid, il Castilla, con cui segna dieci gol, risultando il secondo miglior marcatore.
Nel gennaio 2011 l'alicantino firma un contratto di un anno col Mestalla, squadra delle riserve del Valencia. Al termine della stagione successiva mette a segno 11 reti, tra cui i quattro gol rifilati al Sant Andreu nella vittoria per 4-2 del 14 maggio 2012.
Nel 2012-13 all'Atlético Baleares risulta il miglior marcatore stagionale della sua squadra con 9 gol. Degna di nota la doppietta del 31 marzo 2013 nel derby vinto 3-0 contro i rivali cittadini del Maiorca B.
Il 24 luglio 2013 l'attaccante si aggrega al club inglese dell'Huddersfield, con cui esordisce nell'amichevole estiva contro il Betis persa 4-2. Successivamente, sempre nella fase prestagionale, segna un gol nel match perso 3-2 contro l'Oldham. La settimana seguente decide quindi di firmare un contratto annuale con i Terriers, scegliendo la casacca numero 19 lasciata vacante da Alan Lee. È il primo giocatore spagnolo della storia del club. Il 3 agosto 2013 debutta in Championship contro il Nottingham Forest (gara persa 1-0). Il 10 ottobre viene prestato allo Shrewsbury Town in League One, terza divisione inglese, diventando anche in questo caso il primo spagnolo di sempre a giocare nella squadra. Marca il suo primo gol ufficiale in Inghilterra nell'1-1 contro il Colchester United. A novembre torna all'Huddersfield a causa di un infortunio.
Il 7 luglio 2014 lo spagnolo torna in patria e si trasferisce al Burgos, squadra militante in Segunda División B. Nel giugno 2015 viene acquistato dai rumeni del Cluj e l'11 luglio esordisce già alla prima giornata di Liga I, nel pareggio 2-2 contro il Vitorul Costanza. Il mese successivo, a quattro minuti dal suo ingresso in campo, segna il suo primo gol con i Feroviarii contro il Petrolul Ploiești. Nella stagione 2015-16 centra la prima rete in campionato il 31 agosto 2015 nel 3-1 rifilato in casa contro il Botoșani. Il 17 maggio 2016 in finale di Coppa di Romania segna la rete del 2-2 contro la Dinamo Bucarest. Il Cluj si aggiudicherà il titolo ai successivi calci di rigore.
Il 31 agosto 2016 l'attaccante si accorda con i francesi del Lens per un anno, con opzione di rinnovo per la stagione successiva. Nove giorni più tardi esordisce in Ligue 2, sostituendo Kévin Fortuné negli ultimi dieci minuti del pareggio casalingo per 1-1 contro il Bourg-Pérronas. Il 20 settembre segna nel successo per 4-2 contro l'Orléans.
Dopo aver rescisso col Lens, il 31 agosto 2018 firma un contratto da un anno col club di Ligue 1 dell'Angers.
Il 19 agosto dell'anno successivo viene acquistato dalla squadra degli Emirati Arabi dell'Hatta Club.
Il 29 febbraio 2020 viene acquistato dal Las Palmas.

## Palmares

### Club

#### Competizioni nazionali
- Coppa di Romania: 1

CFR Cluj: 2015-2016